# Centre national du cinéma et de l'image animée
O Centre national du cinéma et de l’image animée (CNC) (em português:  Centro Nacional do Cinema e da Imagem Animada), conhecido anteriormente como Centre national de la cinématographie (Centro Nacional da Cinematografia), é um estabelecimento público de caráter administrativo francês, e de personalidade jurídica e autonomia financeira, que foi criado pela lei n.º 46-2360 de 25 de outubro de 1946. É gerenciado sob a autoridade do Ministério da Cultura de França. 
Frédérique Bredin assumiu a presidência em 15 de julho de 2013.

## História
A necessidade de criar uma organização profissional para reunir os profissionais do cinema e definir o alcance das suas atividades, apareceu pela primeira vez em 1936. Numa análise da indústria cinematográfica que foi publicada pelo Conselho Económico Nacional, o inspector das Finanças, Guy de Carmoy forneceu «uma organização corporativa única, obrigatória e dotada de poder soberano». Foi durante a França de Vichy que acompanhou-se o relatório através da criação de duas organizações, em tempos de guerra: o Comité Organizador da Indústria Cinematográfica (Comité d'organisation de l'industrie cinématographique, COIC) e a Direção-Geral do Cinema (Direction générale de la cinématographie). Durante a Libertação de França, o COIC foi substituído pelo Instituto Profissional do Cinema (Office professionnel du cinéma, OPC). Finalmente, o Centre national de la cinématographie foi criado em 25 de outubro de 1946, numa concertação entre o governo e a indústria cinematográfica. A sua criação é o resultado do acordo Blum–Byrnes, que exigia a revogação das regras de interdição da projeção de filmes estado-unidenses. Em 24 de setembro de 1948, o Jornal Oficial da República Francesa publicou a primeira lei de assistência do CNC aos produtores e aos responsáveis pelo cinema de França, graças à um fundo de assistência da taxa especial adicional.
Em 1953, um novo decreto estabeleceu um « prémio de qualidade » para uma curta-metragem, e em 1959 foram dados os « recibos de adiantamento » pela longa-metragem, para ajudar os filmes « propensos a servirem a causa do cinema francês ou para abrir novas oportunidades para a arte cinematográfica ».
A princípio, sob a supervisão do Ministério da Informação de França, o CNC dependeu em seguida do Ministério da Indústria, numa posição ambígua (é uma ferramenta administrativa do Estado, para manter a sua autonomia). A dimensão cultural associou-se à política do cinema fornecida por André Malraux, onde em 3 de fevereiro de 1959, ligou o CNC ao novíssimo Ministério da Cultura.
A lei n.º 2009-901 de 24 de julho de 2009, nascida sob a lei de 5 de março de 2009, sobre a comunicação audiovisual e do novo serviço público de televisão, deu um novo nome ao estabelecimento (mantendo sua sigla) e alterou as regras de funcionamento. Agora, o CNC é administrado por um conselho de administração de doze membros, incluindo os representantes do Estado, de magistrados administrativos e judiciais e os representantes dos trabalhadores. É gerenciado por um presidente no lugar dum diretor-geral. Essa ordem suprimiu o requisito de que os atores na criação de um filme, teriam que possuir uma licença profissional emitida pelo CNC.
Em dezembro de 2014, o CNC escolheu supervisionar a remuneração dos atores e atrizes de França. Para além duma tampa fixa em relação ao orçamento, os filmes já não se beneficiam do apoio prestado pela organização.
Em janeiro de 2015, o CNC em parceria com o Ministério da Cultura lançou um motor de pesquisa, permitindo o acesso de todas as ofertas legais existentes para o descarregamento ou a visualização em linha de filmes. A base também é acessível em sítios eletrónicos como AlloCiné, Télérama, Première e SensCritique.

## Dirigentes
- Michel Fourré-Cormeray (1945-1952)[12]
- Jacques Flaud (1952-1959)[13]
- Michel Fourré-Cormeray (1959-1965)[13]
- André Holleaux (1965-1969)[14][15]
- André Astoux (1969-1973)[16]
- Pierre Viot (1973-1984)[17]
- Jérôme Clément (1984-1989)[18]
- Dominique Wallon (1989-1995)[19][20]
- Marc Tessier (1995-1999)[21][22]
- Jean-Pierre Hoss (1999-2001)[23][24]
- David Kessler (2001-2004)[25]
- Catherine Colonna (2004-maio de 2005)[26]
- Véronique Cayla (junho de 2005-dezembro de 2010)
- Éric Garandeau (janeiro de 2011-julho de 2013)[27]
- Frédérique Bredin (desde julho de 2013)[28]